# Patricia Mirallès
Patricia Mirallès (ur. 22 sierpnia 1967 r. w Montpellier) – francuska polityk reprezentująca partię La République En Marche! W wyborach parlamentarnych w czerwcu 2017 r. została wybrana do francuskiego Zgromadzenia Narodowego, w którym reprezentuje departament Hérault.
W latach 1997–2012 była członkiem francuskiej Partii Socjalistycznej. Córka algierskich imigrantów, wychowała się w Montpellier.